# پاپ آیدل
پاپ آیدل (به انگلیسی: Pop Idol) یک مجموعه تلویزیونی بریتانیایی در قالب استعدادیابی است که در ۶ اکتبر ۲۰۰۱ در شبکه آی تی وی انگلستان به نمایش در امد. مسابقه استعدادیابی که بهترین خواننده جوان و جدید پاپ در کشور بریتانیا را کشف می‌کند. و بر اساس مشارکت و رای بیننده‌ها، سری دوم این برنامه در سال ۲۰۰۳ پخش شد. هم‌اکنون پاپ آیدل، در سال ۲۰۰۴ با اکس فاکتور، جایگزین شده‌است.
سری پاپ آیدل از آن زمان به حق امتیاز تلوزیونی بین‌المللی تبدیل شد، اگر چه اختلاف قانونی با پاپ استارز (مجموعه تلوزیونی نیوزلندی) داشت و در نهایت منجر به این شد که واژه «پاپ» از عنوان تمامی اسپین آف ها حذف شود. به عنوان نمونه : (امریکا، امریکن آیدل)، (استرالیا، استرالین آیدل)، (امریکای لاتین،امریکن لاتین آیدل)، آیدلز (آفریقای جنوبی)، (کانادا، کانادین آیدل)، (هندوستان، ایندین آیدل)، (اندونزی، اندونزین آیدل)، (کشور های عربی، عرب آیدل)، (نیوزیلند، نیوزلند آیدل)، آیدل (سوئد)، آیدل (نروژ)، آیدل (لهستان)، آیدل (سنگاپور)، (بت مالزی)، (بت ویتنام)، (بت بلغارستان)، آیدولوز (عنوان مجموعه های برزیلی و پرتغالی)، آیدل (پاکستان)، (بندگلادش، بندگلادشی آیدل).